# Bart van Sambeek
Bart van Sambeek (Almelo, 22 januari 1964) is een Nederlands pianist, pianofortespeler en uitgever van muziekwerken.

## Levensloop
Van Sambeek volgde het voortgezet onderwijs aan het Bisschoppelijk College Weert-Cranendonck in Weert. Hij studeerde piano en fortepiano aan het Koninklijk Conservatorium in Den Haag en het Conservatorium van Amsterdam bij Jean Antonietti, Hans Dercksen en Stanley Hoogland. In 1995 behaalde hij, ex aequo met Arthur Schoonderwoerd, de Derde prijs in het Internationaal concours voor pianoforte, gehouden in het kader van het Festival Musica Antiqua in Brugge.
Hij heeft een privépraktijk pianolessen in Amsterdam. Hij is ook continuobegeleider van het koor van de Amsterdamse Händelvereniging.

## Muziekedities
Bart van Sambeek is onder de naam 'Van Sambeek Edities' uitgever van muziek uit het tijdvak 1780-1850 waarvan geen moderne uitgave bestaat. Ook muziek waarvan slechts een facsimile-editie of een achterhaalde uitgave bestaat, wordt opnieuw uitgegeven volgens hedendaagse maatstaven. De uitgeverij richt zich in de eerste plaats op werk van componisten die onvoldoende bekendheid genieten. Van Sambeek publiceerde werk van Johann Baptist Cramer, Carl Czerny, Anton Eberl, Carl Eduard Hartknoch, Friedrich Kalkbrenner, Ignaz Moscheles, August Eberhard Müller, Ferdinand Ries, Sigismund Thalberg en Joseph Wölfl, gebaseerd op historische uitgaven of handschriften uit bibliotheken of archieven. Er is speciale aandacht voor pianomuziek of kamermuziek met piano.

## Publicatie
- Carl Eduard Hartknoch, Vooruitstrevende pianistische ideeën en ouderwetse polyfonie, in: Piano Bulletin (nummer 2), 2011 en De Rode Leeuw nr. 260, 2023.